# اسلام أباد دارشاهي (دنا)
إسلام أباد دارشاهي (بالفارسية: اسلام‌آباد دارشاهی) هي قرية تقع في إيران في قسم دنا الريفي. يقدر عدد سكانها بـ 85 نسمة .